# زوارتبروک
زوارتبروک (به هلندی: Zwartebroek) یک منطقهٔ مسکونی در هلند است که در بارنه‌فلد واقع شده‌است. زوارتبروک ۱٬۳۵۵ نفر جمعیت دارد.